# Carmine Abbagnale
Carmine Abbagnale (født 5. januar 1962 i Pompei) er en italiensk tidligere roer og dobbelt olympisk guldvinder, bror til Agostino og Giuseppe Abbagnale.
Han var fra begyndelsen af 1980'erne til et stykke op i 1990'erne blandt verdens bedste i toer med styrmand. Han roede sammen med sin storebror Giuseppe Abbagnale og styrmanden Giuseppe Di Capua, og de blev verdensmestre første gang i 1981. De gentog præstationen i 1982, mens de vandt VM-bronze i 1983. Trioen vandt sikkert guld ved OL 1984 i Los Angeles, idet de i finalen var over fem sekunder foran den rumænske båd på andenpladsen og næsten syv sekunder foran USA på tredjepladsen.
Trioen blev verdensmestre igen i 1985, nummer to ved VM i 1986 samt verdensmestre igen i 1987. 
Derfor var de favoritter ved OL 1988 i Seoul, og de levede op til forventningerne ved at vinde alle deres tre starter. I finalen vandt de næsten to sekunder foran Østtyskland, der blev nummer to, mens Storbritannien sikrede sig bronze.
Med de næste tre verdensmesterskaber nåede de tre italienere op på syv VM-titler. De var derfor favoritter til at vinde deres tredje OL-guld i 1992 i Barcelona, og de vandt da også planmæssigt deres indledende heat og semifinale. I finalen lagde de stærkt ud og sikrede sig et stort forspring, men på de sidste 500 meter halede briterne ind på dem og endte med at vinde inden for de sidste 25 åretag, så de italienske favoritter måtte tage til takke med sølvmedaljerne, mens rumænerne vandt bronze.
Ved VM i 1993 vandt de sølv, hvorpå Di Capua stoppede som styrmand. Med Antonio Cirillo som ny styrmand sikrede Abbagnale-brødrene sig endnu en VM-sølvmedalje i 1994, inden Carmine Abbagnole tog et par sæsoner i den italienske otter og blandt andet deltog i endnu et OL i 1996 i Atlanta i denne bådtype, hvor det blev til sejr i B-finalen og dermed en samlet syvendeplads.

## OL-medaljer
- 1984:  Guld i toer med styrmand
- 1988:  Guld i toer med styrmand
- 1992:  Sølv i toer med styrmand